# Scala
Scala — мультипарадигмова мова програмування, що поєднує властивості об'єктно-орієнтованого та функційного програмування. Назва Scala утворена зі слів «scalable» (масштабовна) та «language» (мова), для того щоб задекларувати, що мова може рости разом з вимогами користувачів.

## Історія
Розробка Scala почалася у 2001 році у Федеральній політехнічній школі Лозанни (фр. École polytechnique fédérale de Lausanne, EPFL) Мартіном Одерски. Перед цим Одерски створив узагальнення в Java і javac, компілятор мови Java.
- 2001 — початок розробки як практичнішого спадкоємця Funnel
- 2003 — перший експериментальний випуск, навчальний курс в університеті
- 2004 — стаття Scalable Component Abstractions, перша публічна версія
- 2005 — Scala 2.0, реалізована на Scala (перша версія — на Java), зріла версія
- 2007 — перший випуск Lift
  - 18 грудня 2007 — доступна рання версія книги Programming in Scala[5]
- 2008 — Twitter використовує Scala, перша конференція Scala Lift Off
  - 17 листопада 2008 — вийшла книга Programming in Scala [Архівовано 19 липня 2009 у Wayback Machine.]
- 2009 — підтримка IDE, виходять англійською мовою 3 книжки про Scala і одна про Lift
- 2010 — конференція ScalaDays, виходять 3 книжки японською мовою

17 січня 2011 команда Scala виграла п'ятирічний дослідницький грант на €2.3 мільйонів від Європейської дослідницької ради.
12 травня 2011 Одерски разом з іншими зацікавленими у розвитку Scala заснував Typesafe Inc., компанію для надання комерційної підтримки, навчання і послуг для Scala.

## Платформа
Програми мовою Scala виконуються на віртуальній машині Java за умови приєднання до дистрибутиву файлу scala-library.jar. Scala сумісна із існуючими програмами мовою Java, тобто код Scala може викликатися із Java-програм і навпаки. Починаючи з версії 2.11 Scala потребує принаймні Java 6, а версія 2.12 потребуватиме Java 8 та матиме кращу інтеграцію із новими можливостями цієї версії Java.
У лютому 2015 року після двох років розробки випущено стабільну версію Scala.js — компілятора мови Scala у JavaScript.
До версії 2.11 існувала експериментальна реалізація для платформи .NET. Дистрибутив Scala, включно з компілятором і бібліотеками, випущено під BSD-похідною ліцензією.

## Мова

### Вплив
На Scala вплинуло багато мов. Однорідна об'єктна модель вперше з'явилася у Smalltalk і згодом у Ruby. Універсальність вкладеності присутня у Algol, Simula, Beta. Принцип однорідного доступу для виклику методу і звернення до поля походить з мови Eiffel. Підхід до функційного програмування подібний до підходу родини мов ML, таких як SML, OCaml і F#. Багато функцій вищого порядку у стандартній бібліотеці Scala також наявні у ML або Haskell. Неявні параметри у Scala аналогічні класам типів Haskell. Заснована на акторах бібліотека багатозадачності подібна до Erlang.

### Методи
Починаючи з версії 2.8 Scala підтримує значення аргументів за умовчанням та іменовані аргументи. Методи у Scala можуть бути вкладеними, вкладений метод бачить змінні зовнішнього. Зазвичай параметри до методу передаються за значенням (Call-by-Value) — значення аргументів обчислюється перед викликом методу і передаються до методу. Scala підтримує також передачу параметрів за назвою (Call-by-Name). У цьому разі в метод передається вираз, але обчислюється не під час виклику методу, а під час кожного звернення до нього в тілі методу.

### Рівні доступу
За умовчанням рівень доступу до членів класу у Scala є загальнодоступним (public).
Відкриття доступу підкласам (protected), так само як у C++ і C# відкриває доступ лише підкласам, на відміну від Java, в якій protected також отримують доступ усі класи того самого пакету. Члени з видимістю protected доступні у інших екземплярах цього ж класу, але нащадки не мають доступу до protected членів інших екземплярів своїх базових класів (так само як і в Java).
Члени з видимістю private доступні лише у екземплярах цього ж класу. У Java private обмежує доступ на рівні класу найвищого рівня вкладеності, тобто зовнішній клас може одержати доступ до private члена внутрішнього вкладеного класу, що не дозволяє Scala.
У Scala protected і private можуть мати кваліфікатор доступу у квадратних дужках: protected[C]. Кваліфікатор доступу члена може бути іменем зовнішнього класу чи пакету, тоді вказаний клас або всі класи, що знаходяться у вказаному пакеті отримують доступ до члена. Також кваліфікатор доступу може бути this, тоді член доступний лише із свого екземпляру, але не доступний через інші екземпляри класу.
Супутні об'єкти (companion objects) мають спільний рівень доступу із своїми супутніми класами.

## Приклади програм
Програма, як і в Java є класом.
Це приклад консольної програми, котра виводить рядок тексту на екран.
```
 
object
 
HelloWorld
 
{

  
def
 
main
(
args
:
 
Array
[
String
])
 
=

    
println
(
"Привіт, світ!"
)

 
}

```

```
// Коротша версія

 
object
 
HelloWorld
 
extends
 
App
 
{

   
println
(
"Привіт, світ!"
)

 
}

```

## Оцінка
Часто висловлюються думки, що в довгостроковій перспективі Scala може замінити Java.
Згідно опитування ZeroTurnAround 2014 року 47 % Java-розробників обрали би Scala наступною мовою програмування для JVM
. Автор мови Groovy Джеймс Стракен розглядає Scala як заміну Java у довгостроковій перспективі, та стверджує, що якби він свого часу познайомився зі Скалою, то імовірно не створив би Груві. Основний розробник JRuby Чарльз Наттер вважає Scala «наступником трону Java». Брюс Еккель, автор відомих книжок «Філософія C++» (англ. Thinking in C++) і «Філософія Java» (англ. Thinking in Java), стверджує, що Scala, зберігаючи переваги і статичної типізації, часто відчувається навіть більш лаконічною та ясною ніж мови із динамічною типізацією, такі як Python. Кей Хорстман, відомий як автор книги «Основи Java» (англ. Core Java), вважає Scala найпривабливішим вибором для тих, хто хоче просунутися за межі Java чи С++.
У 2014 році мова Scala отримала нагороду «Технологія року» від InfoWorld
.
Згідно з опитуванням O'Reilly, у 2015 році 10 % дослідників даних використовують Scala. Значною мірою це пов'язано із популярністю Apache Spark, яким користуються 17 % дослідників, із яких 46 % використовують одночасно Spark і Scala. Знання цих двох технологій виявилося найзначущим коефіцієнтом пов'язаним із розміром платні, яка в середньому вища на $15 000, ніж в аналогічних дослідників, що не володіють ними.